# 三遊亭花遊
三遊亭 花遊（さんゆうてい かゆう）は、落語の高座名の一つである。
- 三遊亭花遊 - 後に幇間に転じ吉原遊孝。
- 三遊亭花遊 - 後の柳乃小枝。
- 三遊亭花遊 - 後の三遊亭花圓遊。
- 三遊亭花遊 - 本項で詳述。

三遊亭 花遊（さんゆうてい かゆう、本名：野村 甚三郎、1862年（文久2年）7月10日 - 1923年（大正12年）9月1日）は、音曲師・落語家。
隻眼の音曲師。明治20年代初めに2代目三遊亭圓馬の門下で三遊亭竹馬、同20年代半ば（1893年ころ？）に初代三遊亭圓遊の門下で三遊亭奴遊、同30年代初め（1898年ころ？）に三遊亭花遊となった。
6代目三遊亭圓生の談によると澄んだいい声で節回しもよくすんなりとして欲のない江戸前の芸だったという。
5代目三遊亭圓生が真打昇進し三遊亭圓窓を名乗っていたころ、花遊の芸に惚れ込みお金を工面するから義眼を入れて自身の膝がわりに出で貰い売り出そうとしたが、このまま気楽にしていたいと断られたと言う。
昔ながらの古風な芸人で将来を嘱望されていたことが窺える。
関東大震災で被災して死去した。
SPレコードは「おけさ節」「勉強節」が残されている。